# Gustavo Reggi
Gustavo Enrique Reggi (San Martín, provincia de Mendoza, Argentina; 28 de mayo de 1973) es un exfutbolista y actual director técnico argentino. Jugaba como delantero y su primer equipo fue San Martín de Mendoza, donde también se retiró.
Es hijo del exfutbolista Enrique Reggi y hermano del malogrado Fabián Reggi, también futbolista, que falleció trágicamente.

## Trayectoria

### Como jugador
Gustavo Reggi comenzó su carrera en San Martín de Mendoza, hasta que en 1996 fue transferido a Ferro donde los 11 goles convertidos le permitieron ser el máximo goleador del Torneo Apertura de ese año. De ahí pasó a Independiente y luego a Gimnasia y Esgrima La Plata: la gran temporada que tuvo en el Lobo lo catapultó al fútbol europeo.
Lamentablemente para él su paso por el Calcio fue decepcionante, ya que ni en Reggina ni en Crotone pudo demostrar el nivel que había llevado a los italianos a invertir tanto dinero en su pase: apenas cuatro goles en dos años y medio fue el saldo de su estadía allí. A principios de 2002 regresó al fútbol argentino para defender la camiseta de Unión de Santa Fe por expreso pedido de Carlos Timoteo Griguol, técnico que ya lo había dirigido en Gimnasia. Un mal semestre, en el que sólo convirtió un gol, fue suficiente para que los directivos del club santafesino decidieran no hacer uso de la opción de compra.
Regresó al fútbol europeo, esta vez a la liga española, donde se reencontró su mejor versión primero en Las Palmas pero fundamentalmente en el Levante: allí jugó cuatro temporadas y se erigió como una de las grandes figuras, ya que sus goles llevaron al equipo a conseguir dos ascensos a Primera División en 2004 y 2006. A mediados de 2007 fichó por el Castellón donde no mostró el nivel que se esperaba de él, por lo que en diciembre de 2008 acordó con la dirigencia disolver el vínculo contractual.
En 2009 tuvo un fugaz paso de seis meses por Quilmes y a mediados de ese año, ya en el ocaso de su carrera, decidió regresar a San Martín de Mendoza, el club que lo vio nacer, para disputar el Torneo Argentino B. Allí jugó hasta 2014, cuando colgó los botines y anunció su retiro del fútbol.

### Como entrenador
Tras su retiro, fue ayudante de campo de Marcelo Vázquez en Huracán Las Heras entre 2014 y 2015. En el año 2017 regresó al club mendocino ya como entrenador para dirigirlo en el Torneo Federal A. Actualmente es el ayudante de campo de Pedro Troglio en Olimpia de Honduras.

## Clubes

### Como jugador
| Club                        | País      | Año       | PJ  | G   |
| --------------------------- | --------- | --------- | --- | --- |
| San Martín de Mendoza       | Argentina | 1993-1996 | ?   | ?   |
| Ferro                       | Argentina | 1996-1997 | 27  | 15  |
| Independiente               | Argentina | 1997-1998 | 30  | 9   |
| Gimnasia y Esgrima La Plata | Argentina | 1998-1999 | 20  | 10  |
| Reggina                     | Italia    | 1999-2000 | 23  | 1   |
| Crotone                     | Italia    | 2001      | 14  | 3   |
| Reggina                     | Italia    | 2001      | 2   | 0   |
| Unión de Santa Fe           | Argentina | 2002      | 13  | 1   |
| Las Palmas                  | España    | 2002-2003 | 38  | 11  |
| Levante                     | España    | 2003-2007 | 101 | 30  |
| Castellón                   | España    | 2007-2008 | 24  | 2   |
| Quilmes                     | Argentina | 2009      | 6   | 1   |
| San Martín de Mendoza       | Argentina | 2009-2014 | 112 | 40  |
| Total                       | Total     | Total     | 410 | 123 |

### Como asistente técnico
| Club                   | País      | Año       |
| ---------------------- | --------- | --------- |
| Huracán Las Heras      | Argentina | 2014-2015 |
| Olimpia                | Honduras  | 2019-?    |
| San Lorenzo de Almagro | Argentina | 2022      |
| Olimpia                | Honduras  | 2022-2023 |

## Estadísticas

### Como entrenador
| Equipo                      | Torneo               | Temporada            | Estadísticas | Estadísticas | Estadísticas | Estadísticas | Estadísticas | Estadísticas | Estadísticas | Estadísticas | % Efect. |
| Equipo                      | Torneo               | Temporada            | PD           | G            | E            | P            | GF           | GC           | DG           | Puntos       | % Efect. |
| --------------------------- | -------------------- | -------------------- | ------------ | ------------ | ------------ | ------------ | ------------ | ------------ | ------------ | ------------ | -------- |
| Huracán Las Heras Argentina |                      |                      |              |              |              |              |              |              |              |              |          |
| TFA                         | 2017-18              | 23                   | 10           | 9            | 4            | 27           | 21           | +6           | 39/69        | 56.52%       |          |
| Copa Argentina              | 2017-18              | 2                    | 0            | 1            | 1            | 0            | 2            | -2           | 1/6          | 16.67%       |          |
| TFA                         | 2018-19              | 6                    | 2            | 2            | 2            | 5            | 4            | +1           | 8/18         | 44.44%       |          |
| Total club                  | Total club           | 31                   | 12           | 12           | 7            | 32           | 27           | +5           | 48/93        | 51.61%       |          |
| Total en sus equipos        | Total en sus equipos | Total en sus equipos | 31           | 12           | 12           | 7            | 32           | 27           | +5           | 48/93        | 51.61%   |

## Palmarés

### Campeonatos nacionales
| Título           | Club    | País   | Año  |
| ---------------- | ------- | ------ | ---- |
| Segunda División | Levante | España | 2004 |

### Distinciones individuales
| Distinción                                     | Año    |
| ---------------------------------------------- | ------ |
| Máximo goleador de Primera División (11 goles) | A-1996 |